# 2021年11月19日の月食
本項では2021年11月19日の月食について述べる。この月食は2021年5月26日以来、約半年ぶりに発生する月食で、2021年に発生する最後の月食である。

## 概要
この月食のサロス周期は126番。アメリカ航空宇宙局 (NASA) によって計算されている最大食分は0.9742で、月の一部が地球の本影に入る部分月食である。サロス周期126番の月食で皆既月食が発生したのは前回の2003年11月9日に発生した月食が最後であり、今回の月食以降、サロス周期126番の月食は部分月食および半影月食となる。部分月食とはいえ最大食分が1に非常に近く、月のほぼ全体が地球の本影に入るこのような部分月食は「大変深い部分月食」と表現され、通常の黒く欠けてみえるだけの部分月食とは異なり、最大食前後では一部分を除き皆既月食と同様に赤銅色に輝いて見えた。この月食が発生したときに月が軌道上で地球から最も遠い位置付近にあったため、通常よりも遅い速度で地球の本影を通過したことと、ほぼ皆既月食に等しい大変深い部分月食であったことから、部分食は約3時間28分に渡って継続し、これは20世紀から22世紀に発生する部分月食の中では最長となった。さらに過去に遡っても、これほど部分食が長く継続したのは1440年2月18日に発生した月食（約3時間29分）以来、約600年ぶりとなった。11月に起きる満月のことをビーバーが冬に備えて食料を備蓄するなどの準備を行い始める時期であることから伝統的に「ビーバームーン (Beaver moon)」と呼称することがあり、この月食は Beaver moon lunar eclipse などとも呼称されている。

## 観測
この部分月食は北アメリカの全域や南アメリカの一部、オーストラリア、ポリネシア、北東アジアなどの太平洋周辺を中心に観測された。アメリカでは、東海岸や北東部、北西部などは天候が安定せず厳しい観測状況となった地域が多かった一方、南部では天候が安定し全体を通して月食を観測できた地域が多かった。南アメリカなどにおいては月の入り時に月食を観測することができる「月入帯食」となった。

### 日本国内での観測

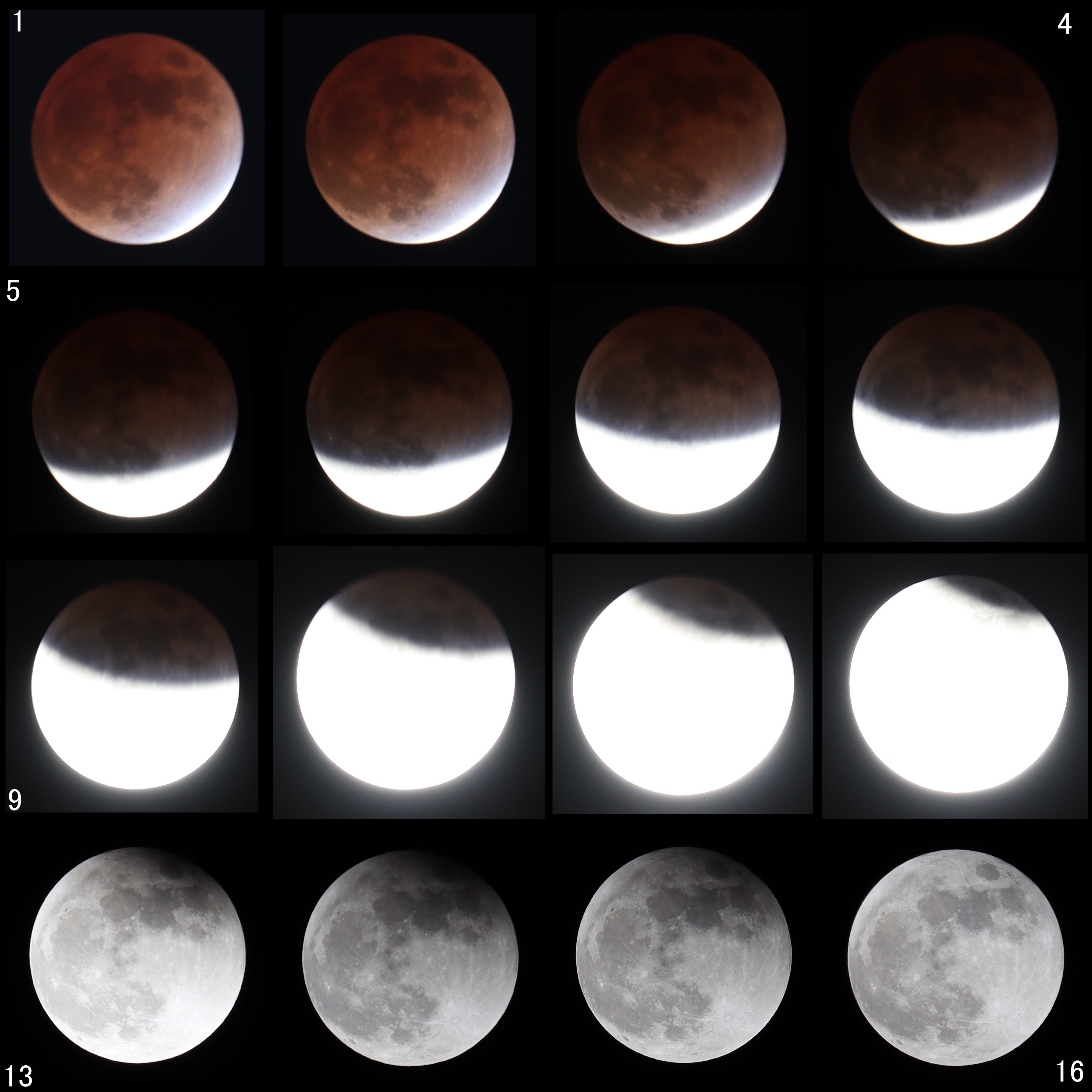
愛知県で観測された月食の経過

東アジアやオーストラリアなどでは月の出と概ね同じ時間帯に月食が始まり、日本国内では北海道と東北地方北部を除く地域ではすでに部分食が始まっている状態で月が昇る「月出帯食」となった。月食発生時の天候は全国的に安定しており、北日本の一部の地域などを除く広い範囲で月食が観測された。2019年末から世界的に起きている新型コロナウイルス感染症 (COVID-19) の流行が日本国内では落ち着いていたため、観察会が行われたところもあった。日本国内でこれほど食分が深い部分月食が観測されるのは1932年9月14日の月食（最大食分 0.9752）以来約90年ぶりだが、一部の地域での観測のみにとどまっており、日本全国の広い範囲で観測された大変深い部分月食に限ると、1881年12月5日の月食（日本時間では12月6日、最大食分 0.9751）以来約140年ぶりとなった。日本国内で次に月食が観測されるのはほぼ1年後となる2022年11月8日（この月食は皆既月食）で、今回ほど大変深い部分月食に限ると次に観測されるのは65年後の2086年11月21日となる。
| 最大食時に月から見た地球の見え方 | 2021年11月19日の部分月食の経過 | 月食の観測が可能な領域（白）を示した地図 |

## 画像

### 日本
（時刻はいずれもJST）

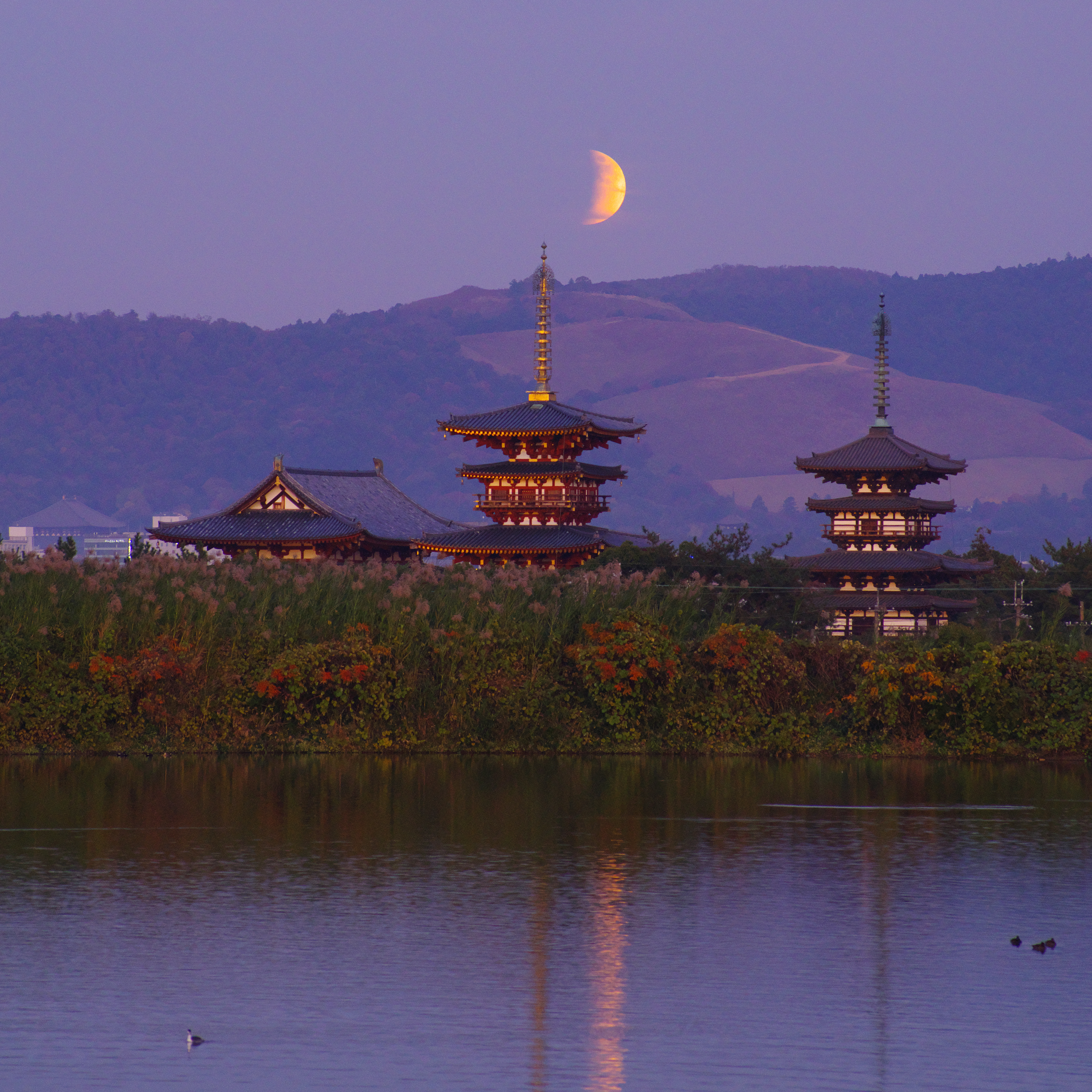
奈良県奈良市の薬師寺と若草山、17:03
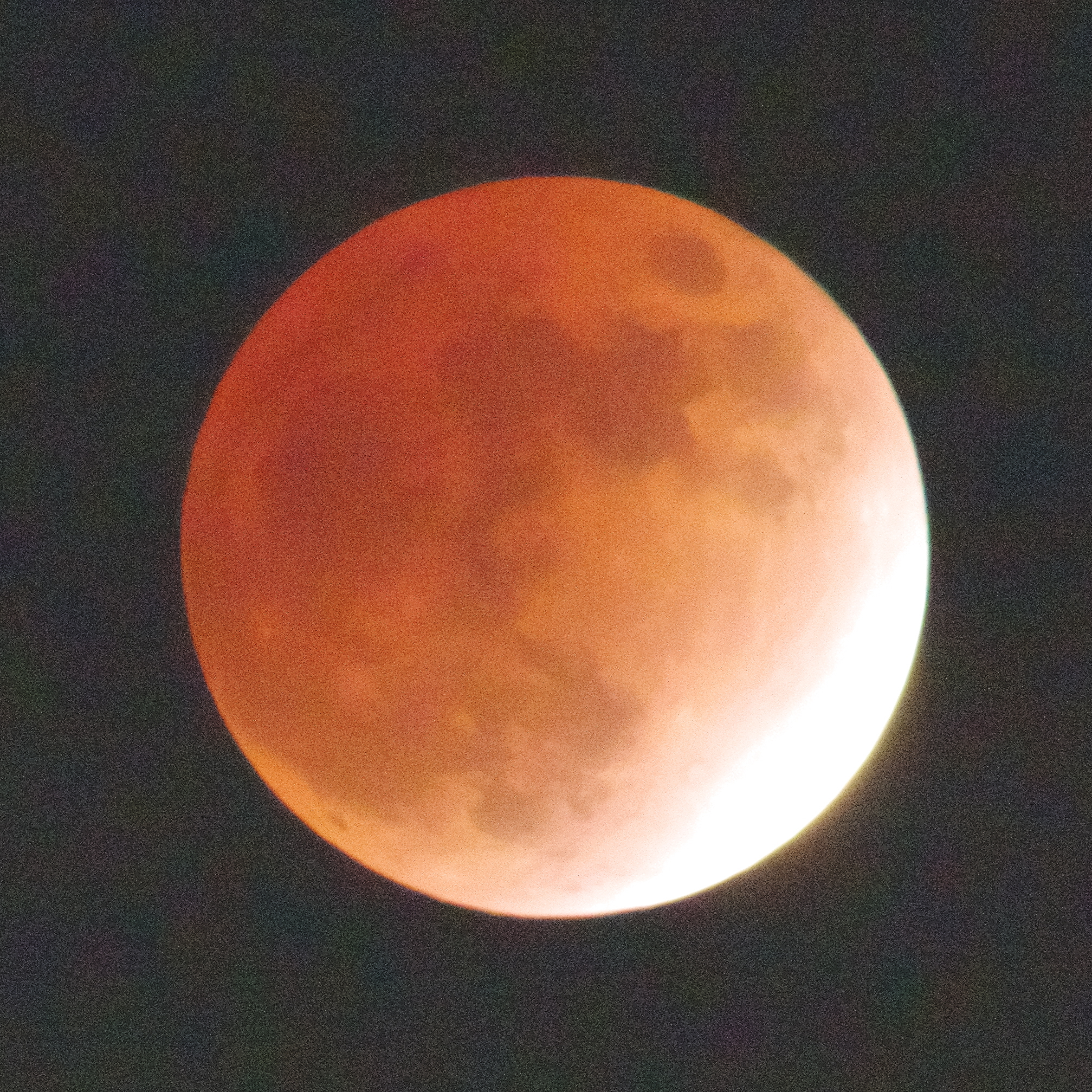
奈良県奈良市、17:51
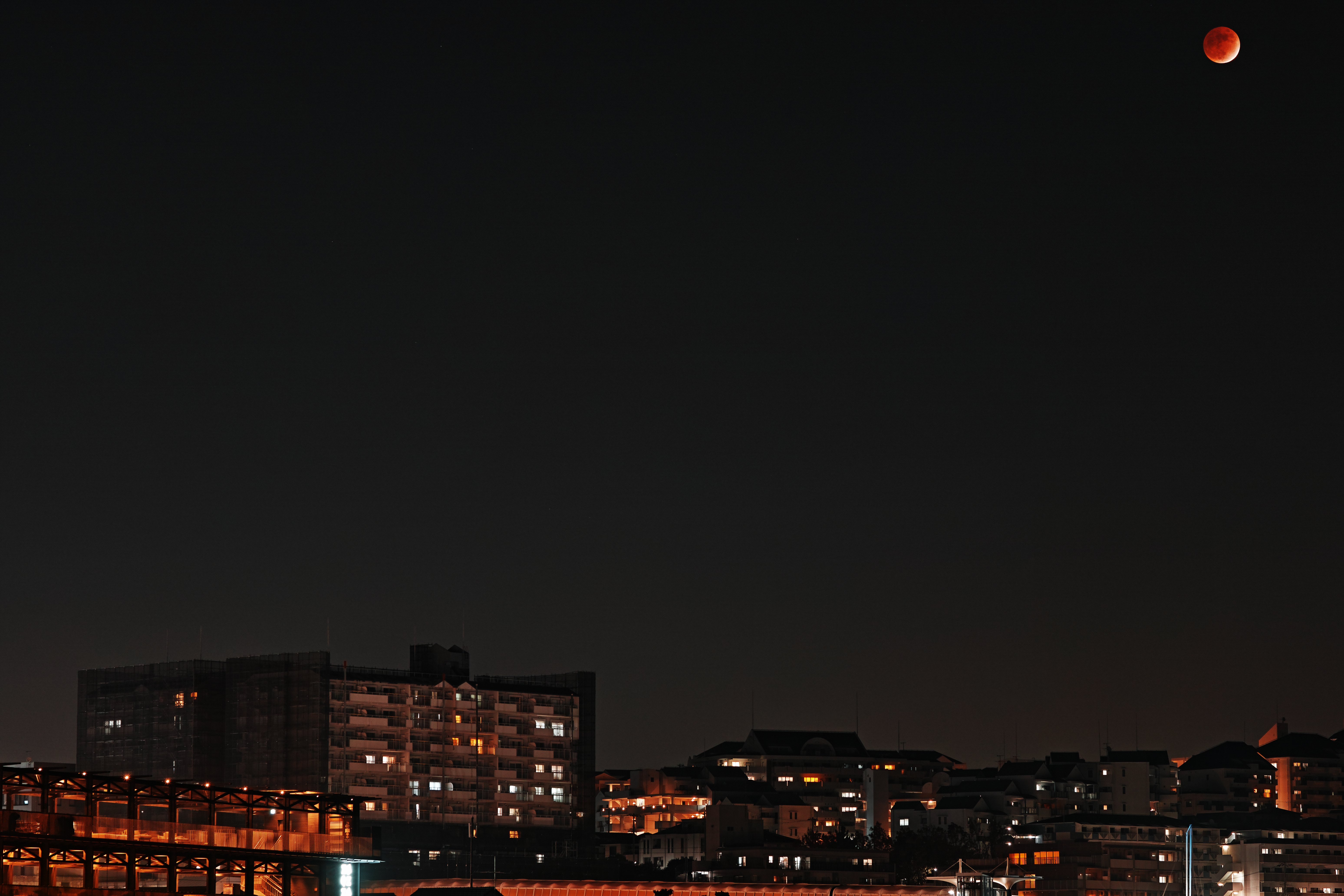
兵庫県明石市の大蔵海岸、17:55
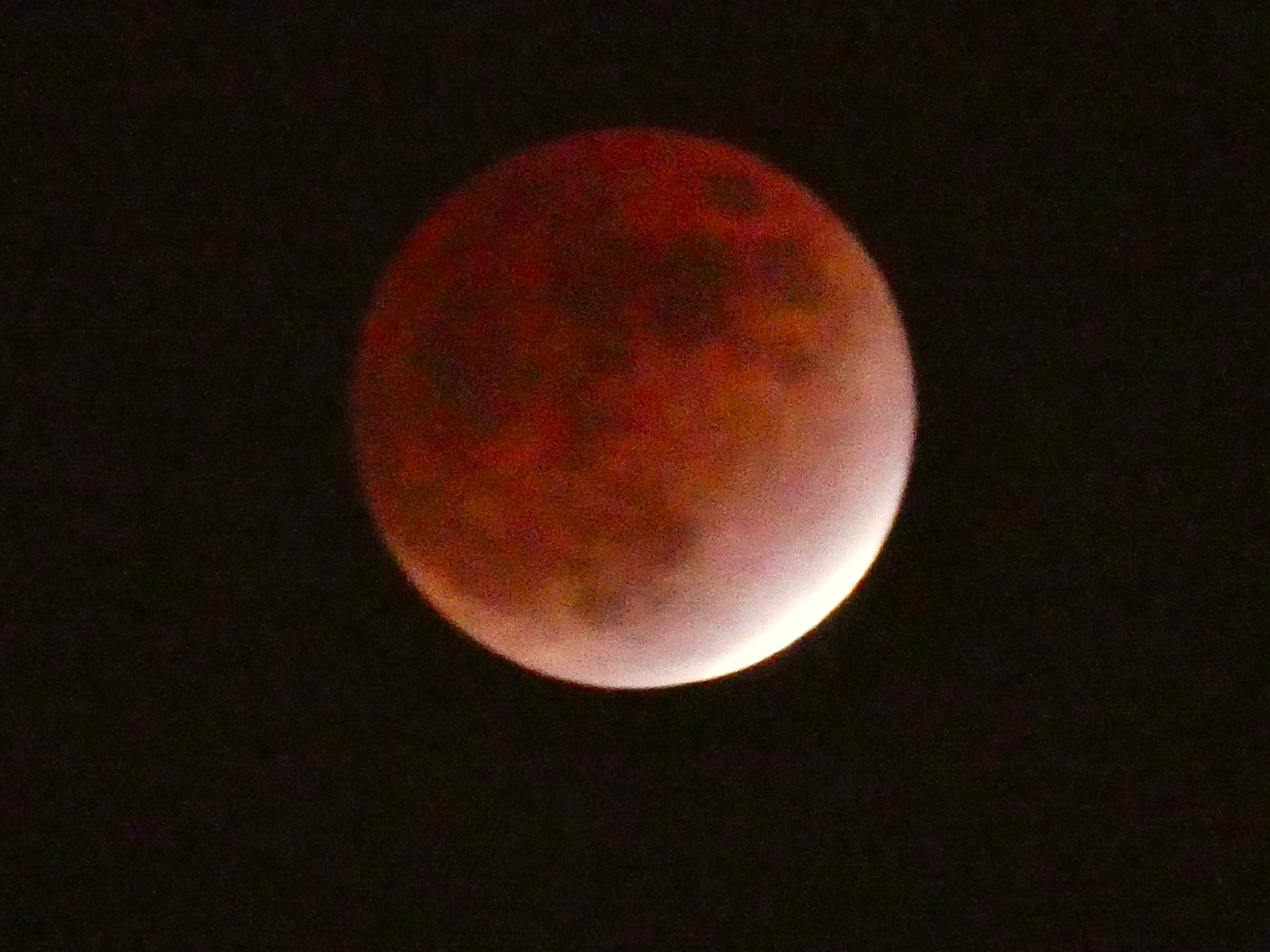
愛知県小牧市、18:04
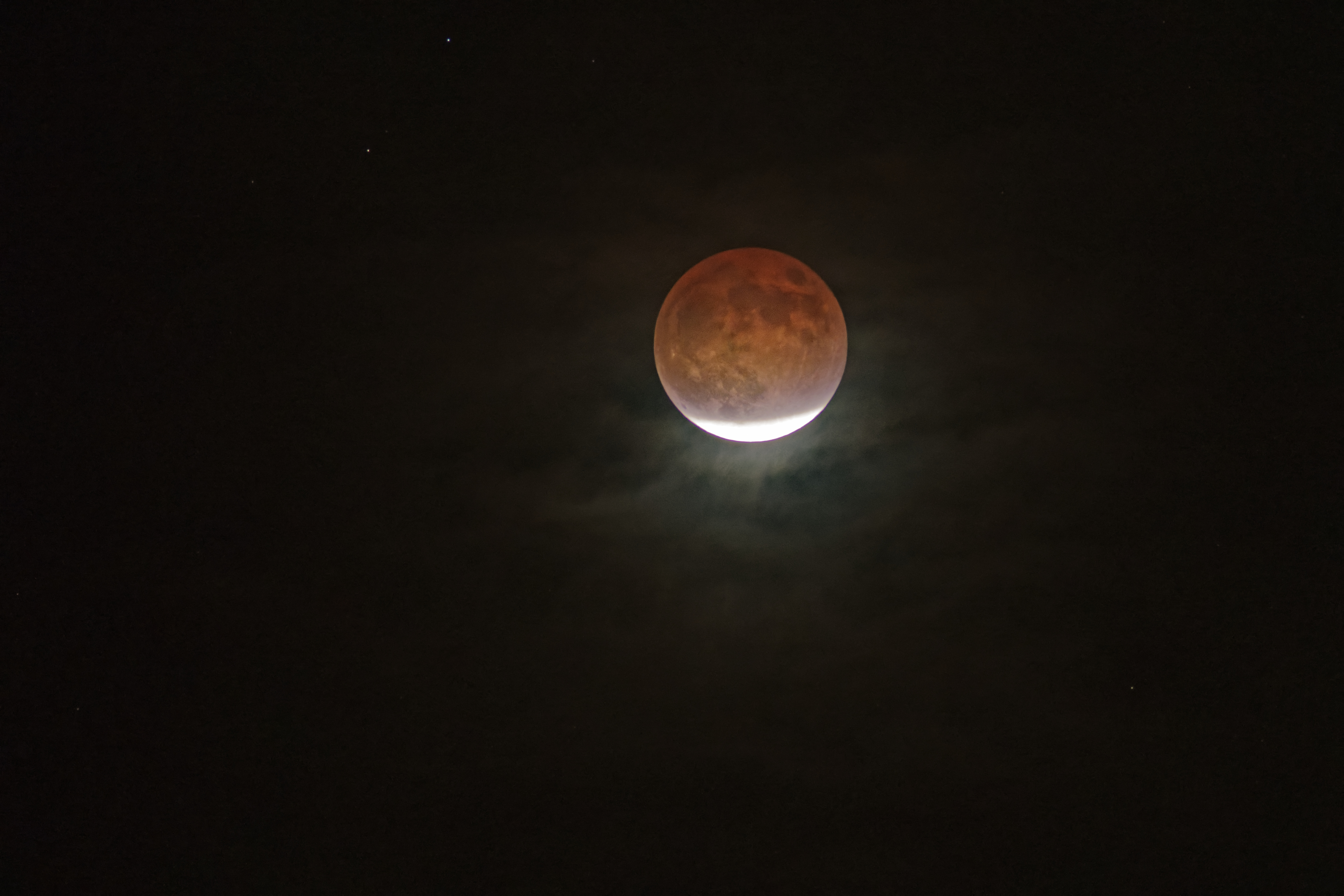
北海道稚内市、18:28

### 北米

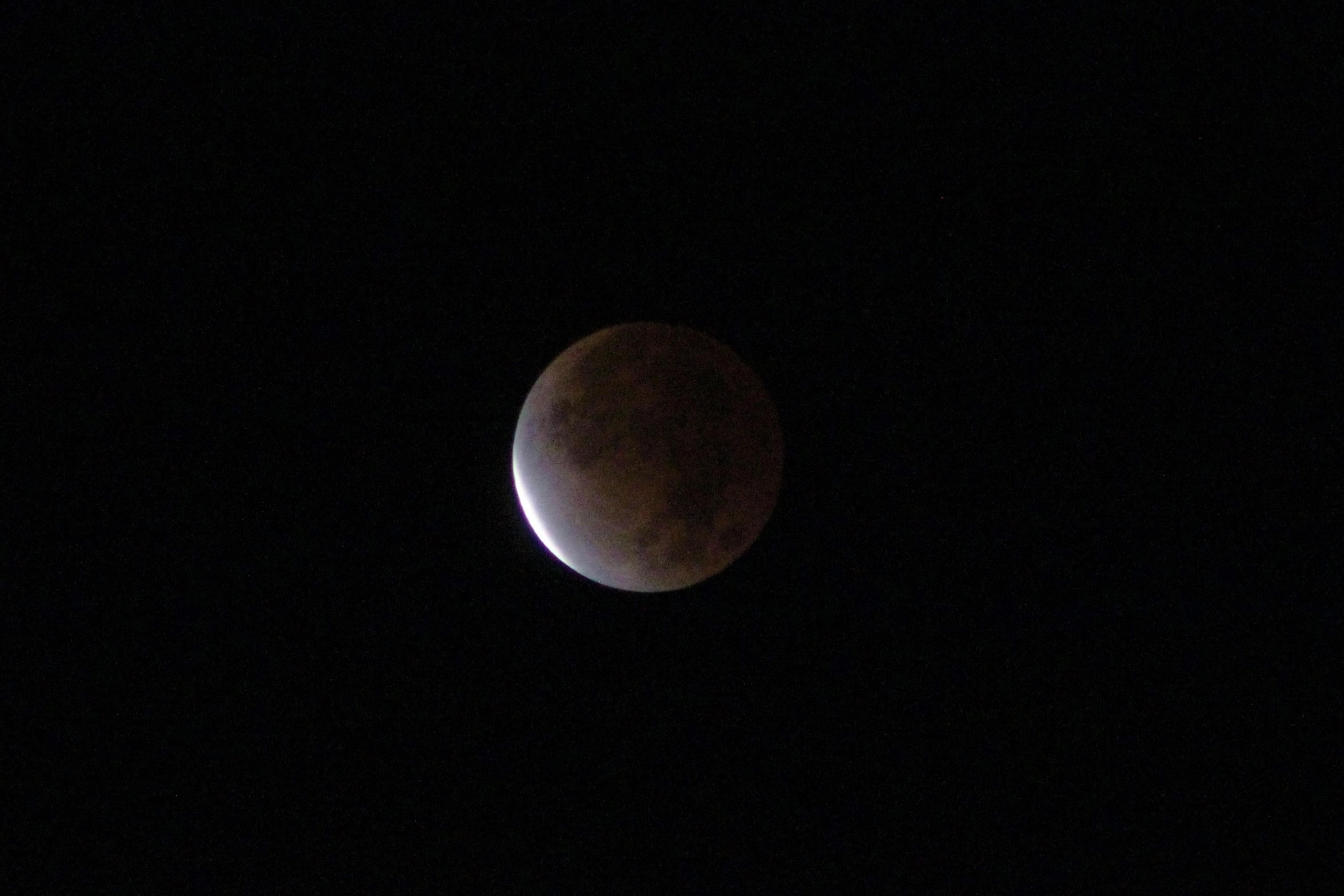
オンタリオ州・トロント、8:53 UTC
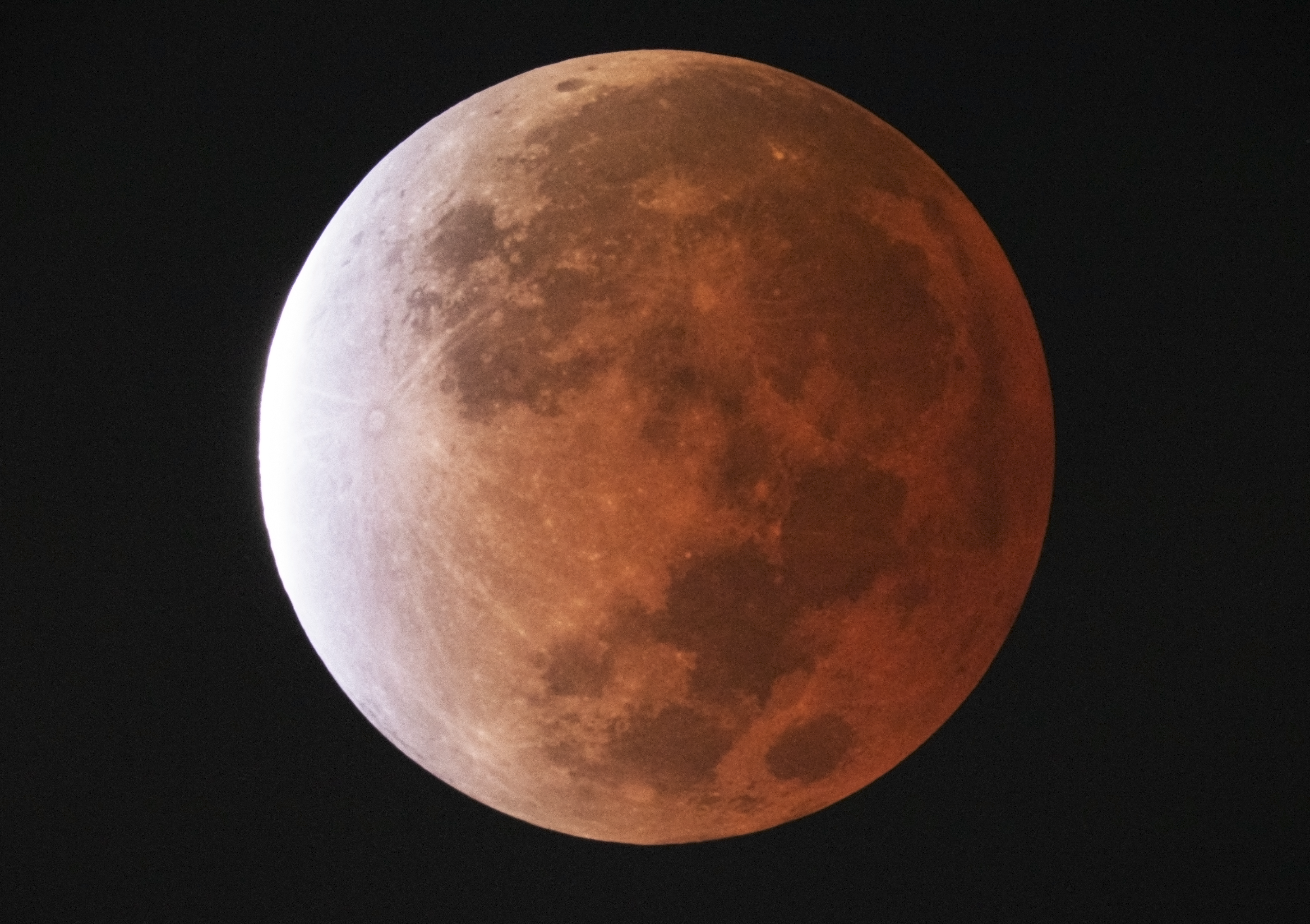
メキシコ・メキシコシティ、9:08 UTC
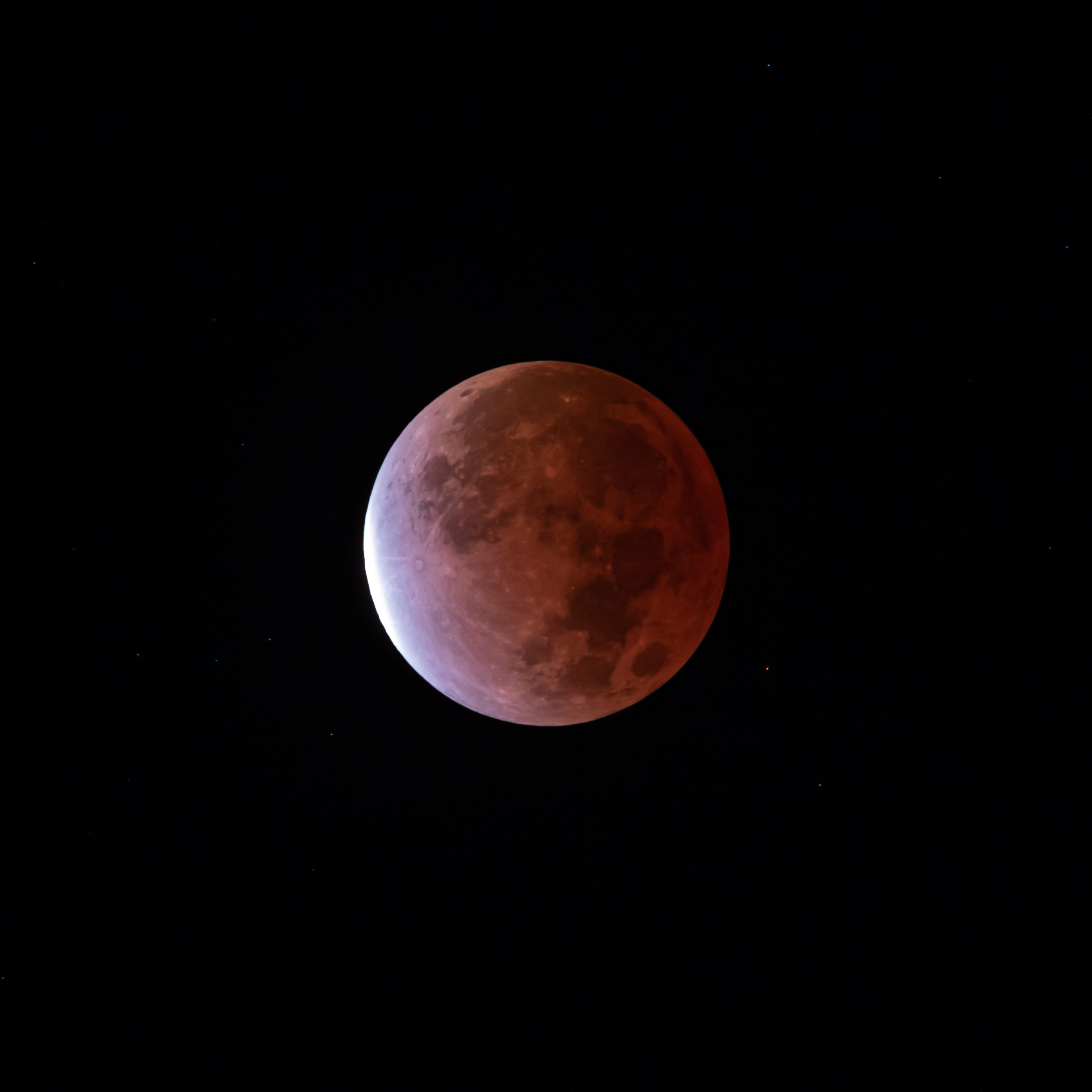
ジョージア州・アクワース（英語版）、9:12 UTC
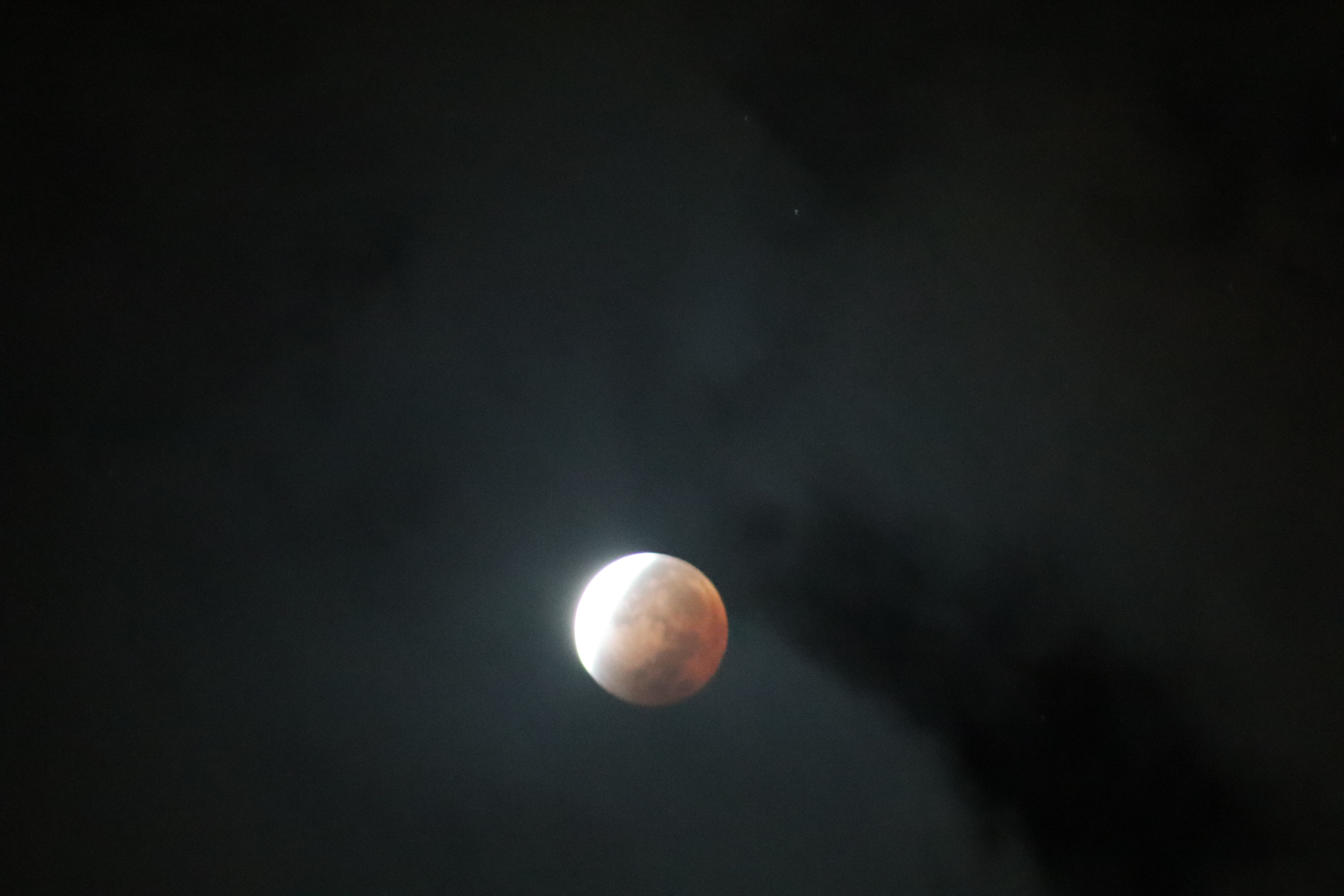
オハイオ州・デイトン、9:25 UTC

### アジア

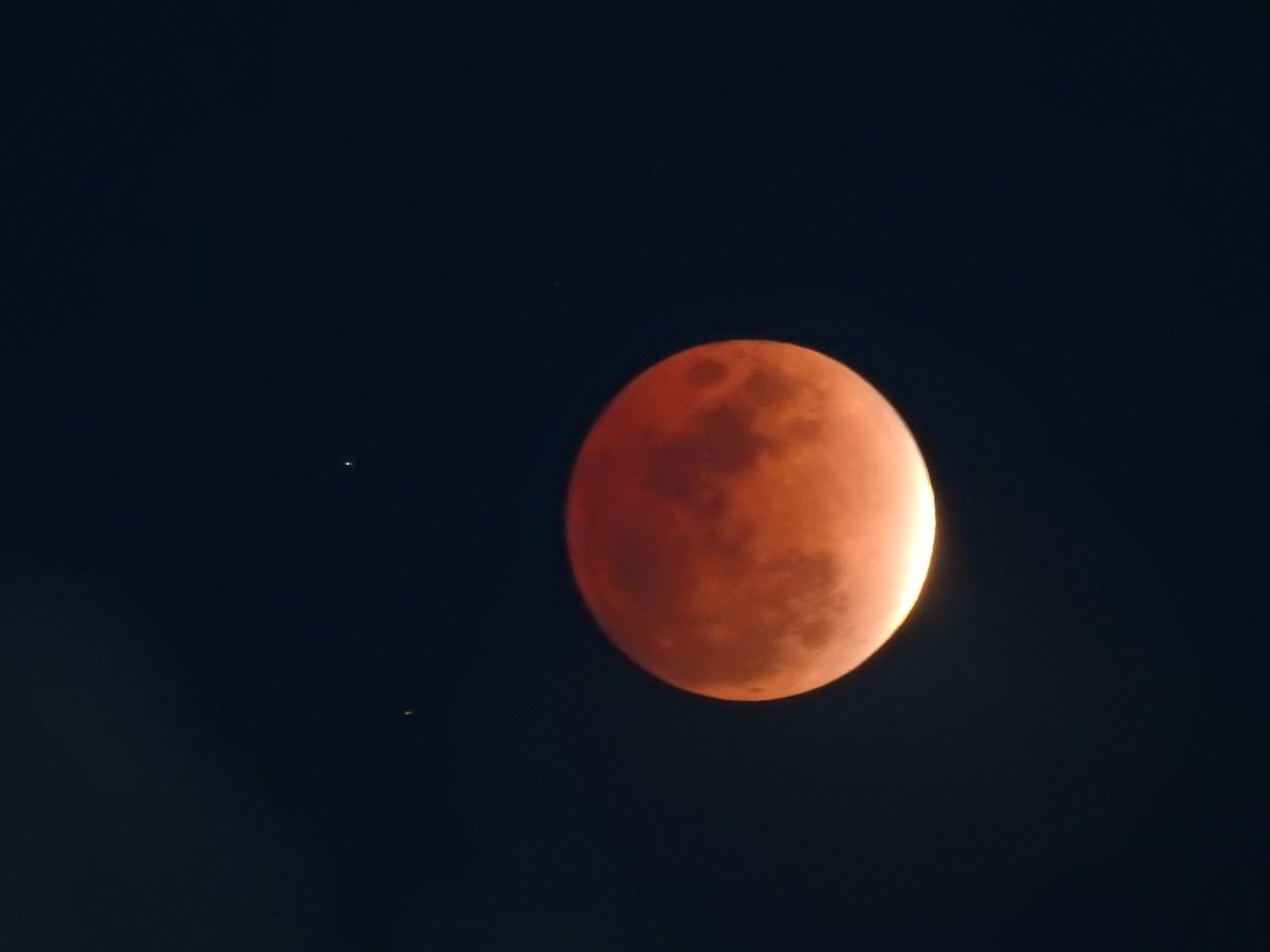
インドネシア・ジャヤプラ、9:04 UTC
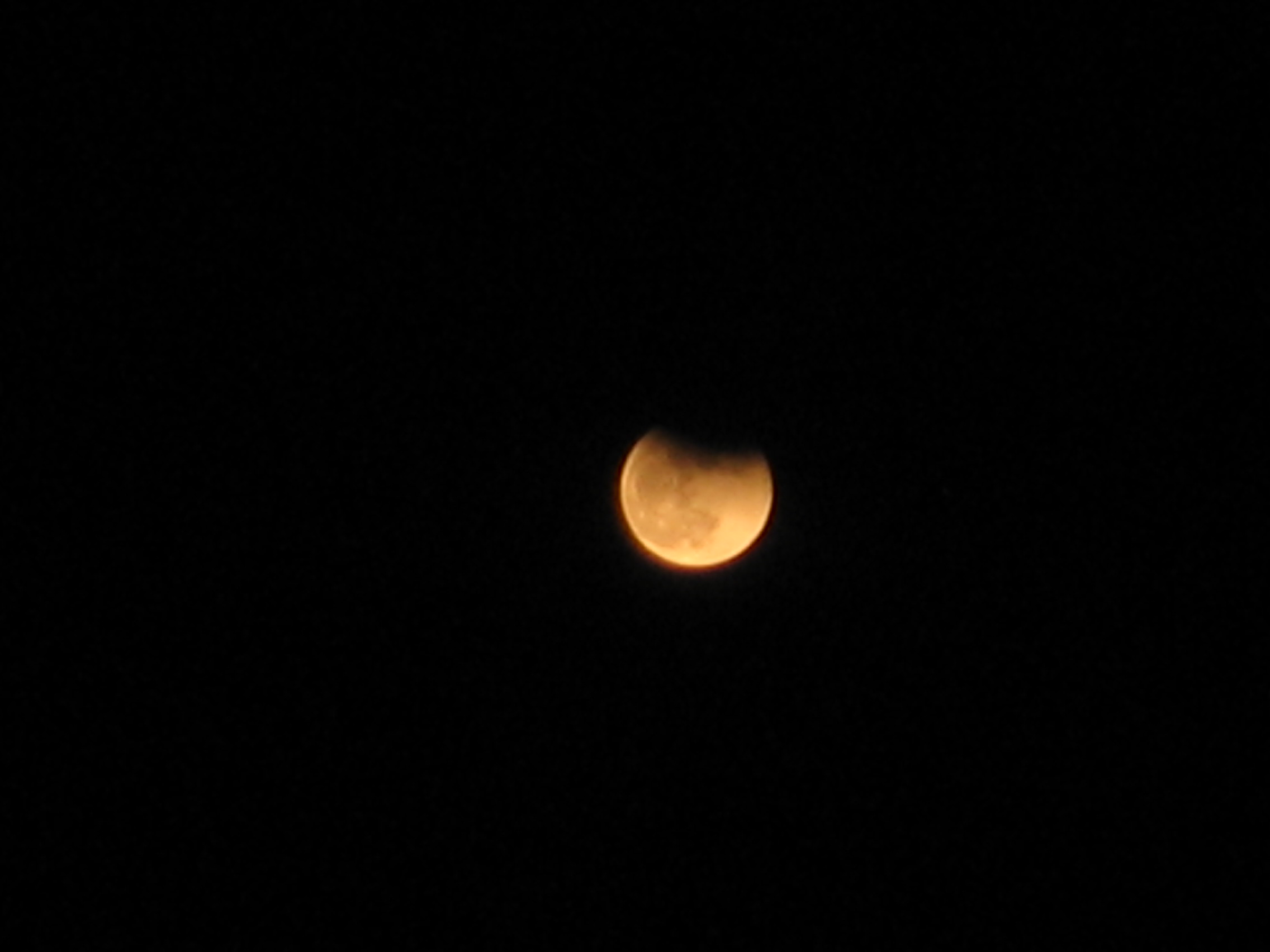
中華人民共和国・合肥市、10:35 UTC
- 中華人民共和国・濰坊市 10:31 UTC

### オセアニア

ニュージーランド・クライストチャーチ、8:56 UTC
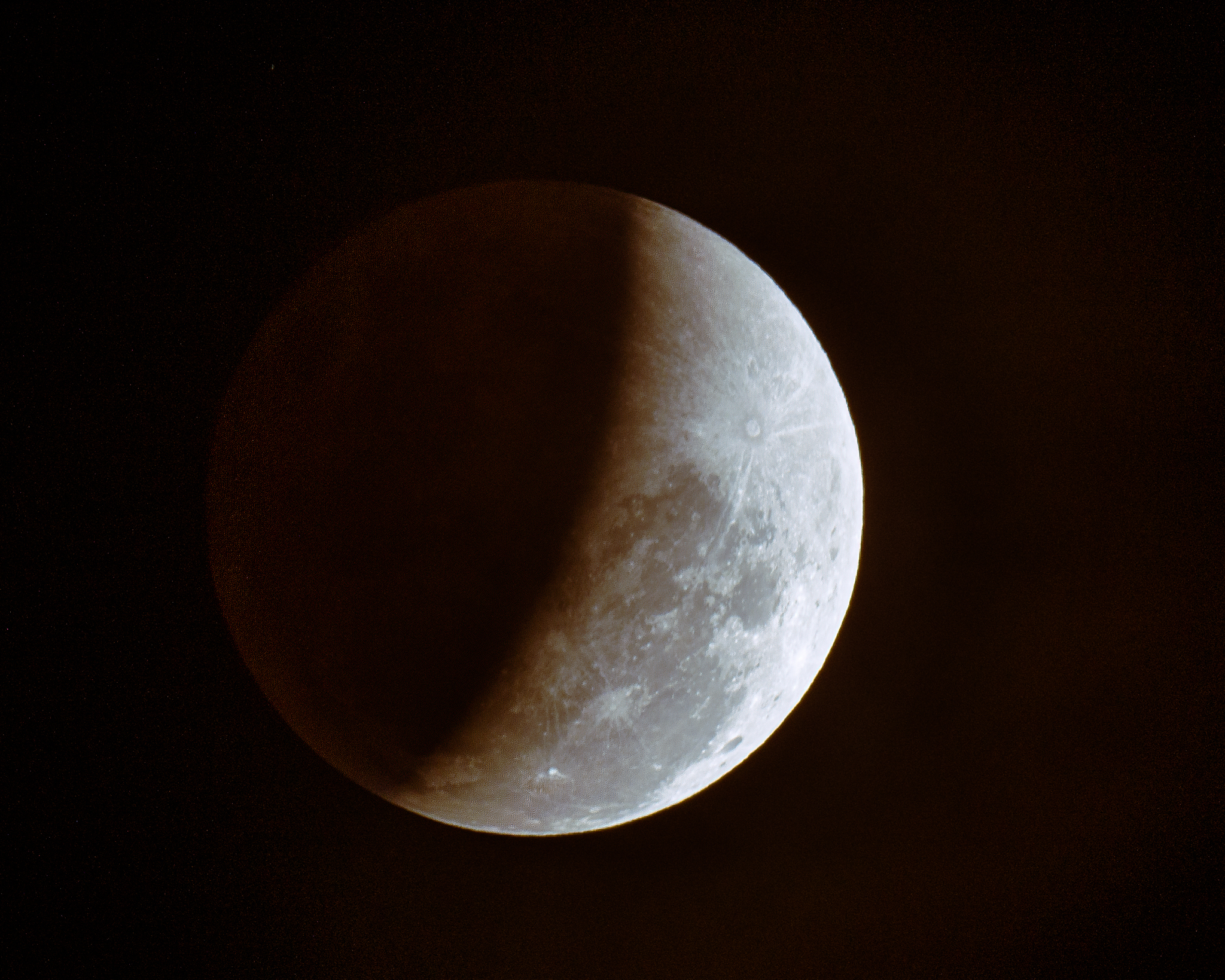
オーストラリア・ブリスベン、10:05 UTC